# Franz Braßart

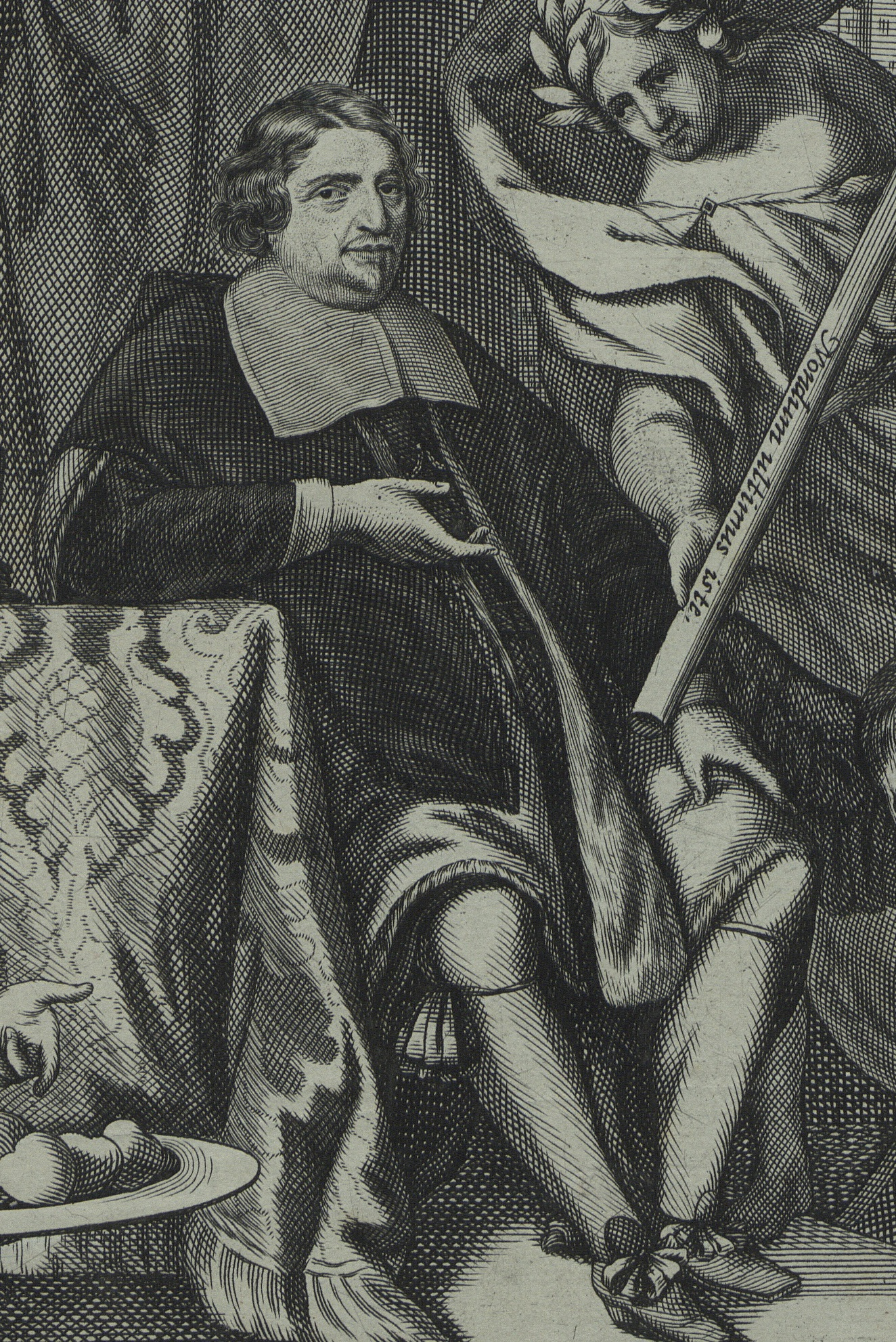
Franz Brassart, Auszug aus einem Gedenkblatt auf den Regierungsantritt 1669.

Franz Braßart junior (auch: Brassart; * 6. Juni 1598; † 4. August 1671 in Köln) war ein deutscher Kaufmann und Politiker der Frühen Neuzeit. Er war im 17. Jahrhundert mehrmaliger Bürgermeister der Stadt Köln. Er führte den Regierungsstab insgesamt siebenmal.

## Leben
Braßart war Sohn des Kölner Rats- und Bannerherrn Franz Braßart senior (1564–1652) und dessen Ehefrau Agnetha (auch Agnes oder Agatha genannt) Mertzenich (1554–1653). Nach einem kurzen Studium an der Kölner Universität widmete sich Braßart erfolgreich einer kaufmännischen Laufbahn. Braßart war Mitglied der Gaffel Himmelreich und wurde deren Bannerherr.
Braßart heiratete in die Kaufmannsfamilie Jabach ein. Er war seit dem 10. Februar 1630 mit Helena geb. Jabach (1608–1662) verheiratet. Das Paar hatte neun Kinder. Am 6. August 1630 wurde Braßart zum Achter in St. Jakob (achtköpfige Vertretung der Gemeinde neben den Kirchmeistern) gewählt.
Von 1636 bis 1651 gehörte Braßart dem Kölner Rat an. 1652/53, 1654/55, 1657/58, 1660/61, 1663/64, 1666/67 sowie 1669/70 war er Bürgermeister der Stadt Köln. Vom 20. Mai 1658 bis zum 18. Juni 1670 wirkte er auch als Provisor der Universität Köln.
Braßart war Besitzer des Turmhofs zu Widdersdorf. In der Nähe befindet sich heute die Franz-Braßart-Straße, die nach ihm benannt ist.

### Familie
Die Familie Braßart (Brassart) war Ende des 16. Jahrhunderts aus dem nordfranzösischen Cambrai nach Köln gekommen. Sie betrieb Handel mit niederländischen Textilien nach Mailand und Venedig.